# Fandyl (imię)
Fandyl, (Fandlas) – imię prawdopodobnie powstało przez zdrobnienie łacińskiego Fandus, pochodzącego od fandum, a oznacza słuszność. Imieniny obchodzone są 13 czerwca.